# デュワーズ

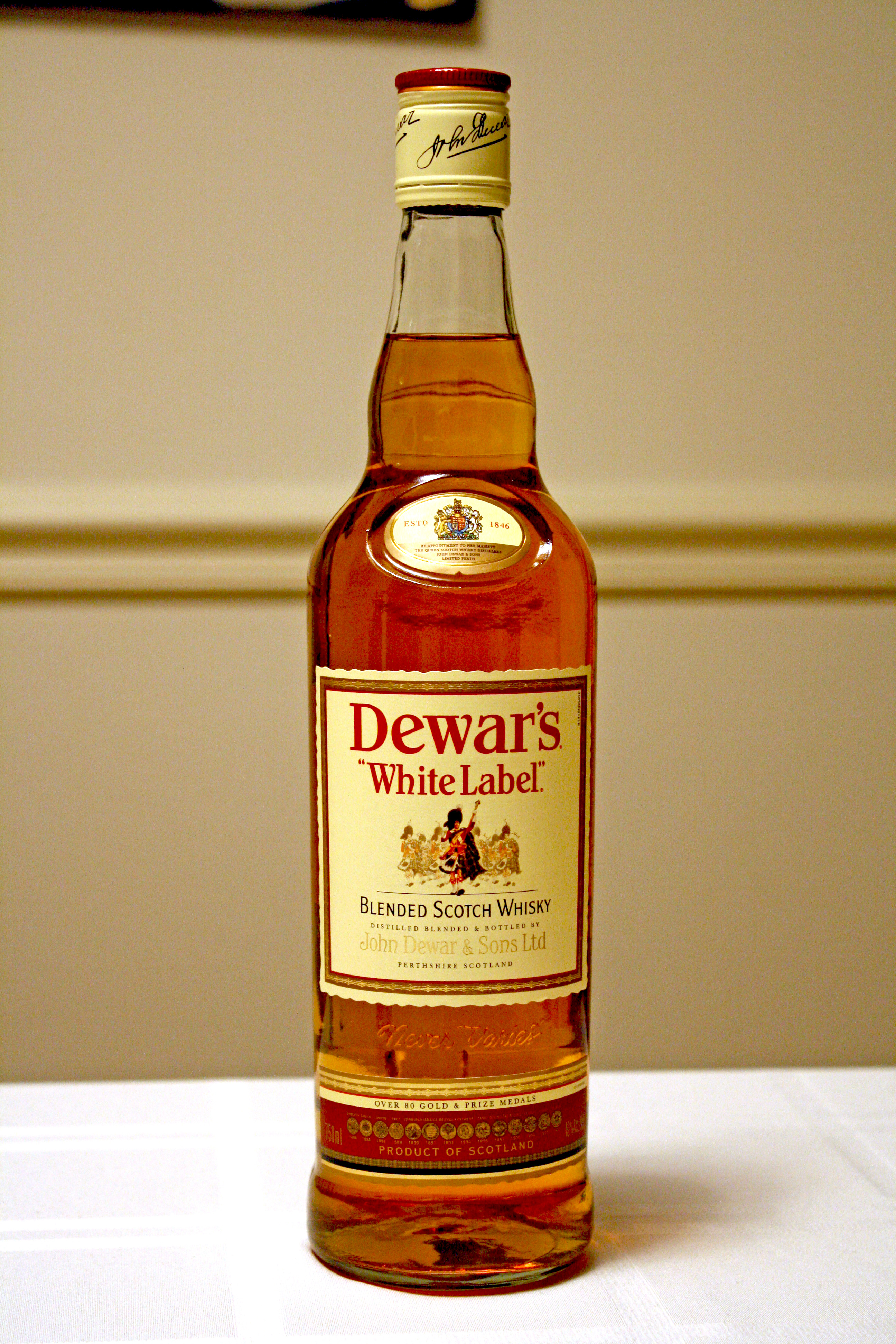
デュワーズ・ホワイトラベル

デュワーズ（英語: Dewar's）は、ジョン･デュワー＆サンズ社によって製造･販売されているスコッチ・ウイスキー（ブレンデッド・ウイスキー）である。
キーモルトはアバフェルディ。他にロイヤル・ブラックラやオルトモア・クレイゲラキ・マクダフが原酒として少量使われている。
1846年にジョン・デュワーによって製造がはじまる。
息子のトミー・デュワーは巨大なネオンや映画などを利用した大規模なキャンペーンによって、デュワーズを世界的なウイスキーブランドに押し上げた。
デュワーズはスコッチの中でも販売数量で世界屈指の人気を誇り、特に、スコッチウィスキー消費大国アメリカで大きなシェアを占める。世界有数の酒類メーカー、バカルディ社の主要ブランドの一つ。

## ラインナップ

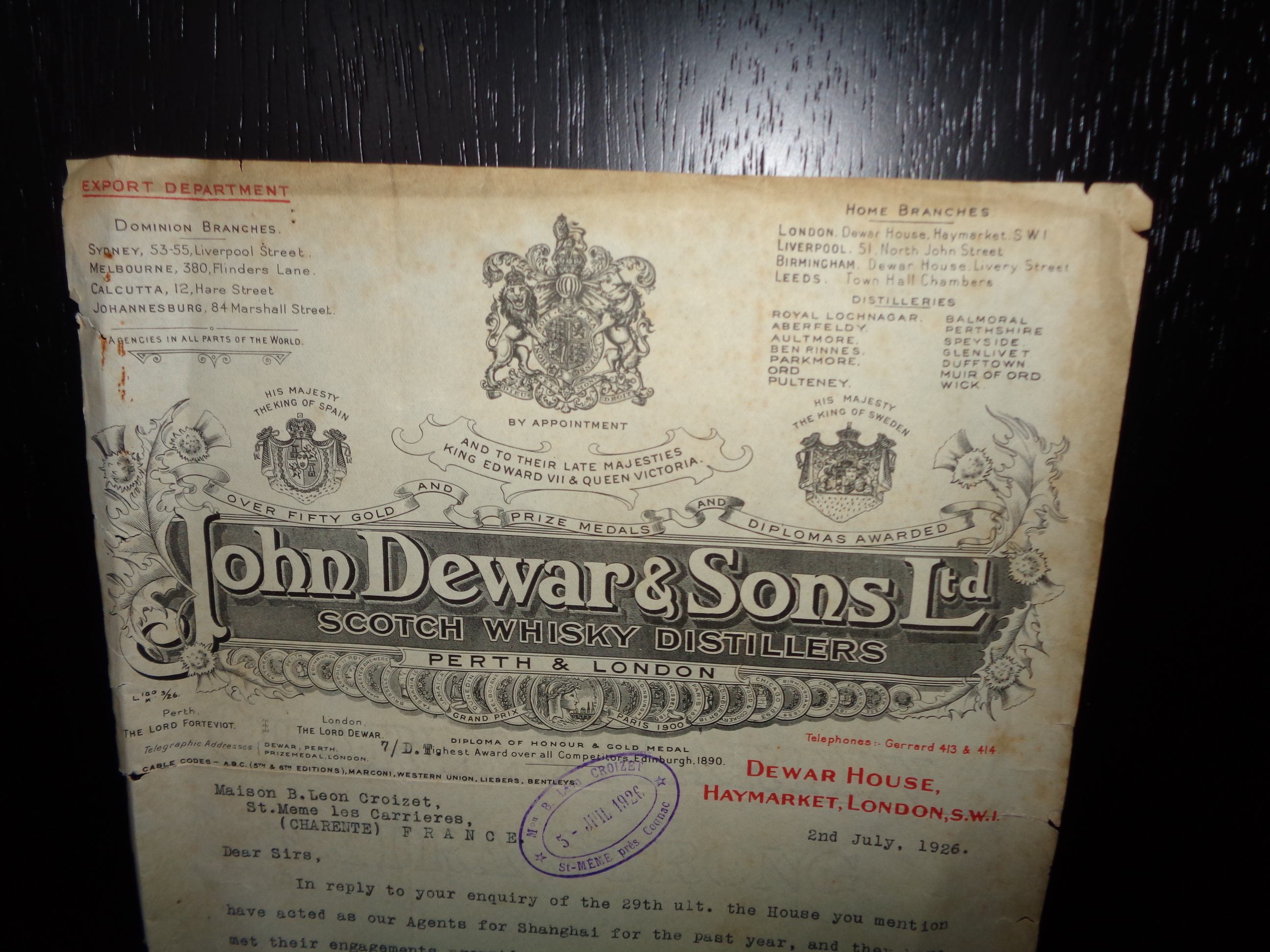
John Dewar & Sons 1926

- デュワーズ･ホワイトラベル
- デュワーズ12年
- デュワーズ15年
- デュワーズ18年
- デュワーズ･シグネチャー

## CM出演者
- 在日ファンク（2020年4月22日 - ）[3]